# Salagnac

Salagnac este o comună în departamentul Dordogne din sud-vestul Franței. În 2009 avea o populație de 873 de locuitori.

## Evoluția populației
| An        | 1975  | 1982 | 1990 | 1999 | 2006 | 2009 |
| --------- | ----- | ---- | ---- | ---- | ---- | ---- |
| Populație | 1.122 | 833  | 812  | 785  | 929  | 873  |